# Матильда Роос (письменниця)
Ловійса Матильда Роос, псевдонім М. РС. (швед. Mathilda Roos; 2 серпня 1852 року, Стокгольм — 17 липня 1908 року, Дандерид) — шведська письменниця. Авторка творів для дітей та юнацтва.

## Життя та творчість
Ловійса Матильда Роос народилася 2 серпня 1852 року в Стокгольмі. Її батьками були майор артилерійського полку Мальт Леопольд Роос (Malte Leopold Roos, 1806—1882) і Матильда Беата Меурк (Mathilda Beata Meurk, нар. 1821). Матильда Роос отримала початкову домашню освіту, потім навчалася у стокгольмській школі для дівчаток Åhlinska skolan. Залишаючись неодруженою, вона жила з сестрою Анною, іноді з Laura Fitinghoff, з якою побудувала будинок у багатому передмісті Стокгольма Stocksund, який став пізніше жіночим будинком відпочинку.
Романи Роос зазвичай описують життя жінок в точасному для письменниці суспільстві. Авторка не боялася торкатися заборонених тем, включаючи лесбійське кохання, описане у її романі у «Den första kärleken» («Перше кохання»).
Релігійна криза 1880-тих років позначилася на тематиці творів Росс. У романі «Hvit Heather» вона описує важкі умови життя звичайної шведської вчительки.
Піднята письменницею проблема в подальшому сприяла прийняттю шведським урядом заходів для значного поліпшення умов життя вчителів. У книзі «Ett ord till fröken Ellen Key och till den svenska kvinnan» Матильда Роос, слідом за письменницею Еллен Кей, підняла питання прав та обов'язків жінок, питання про жіночу працю, взаємостосунки старого і молодого покоління, про материнські почуття, взаємодію особистості та суспільства.
Матильда Роос померла 17 липня 1908 року в місті Дандерид.

## Вибрані твори
- Vårstormar: roman. Stockholm: Hæggström. 1883. Libris 12755378
- Berättelser och skizzer. Stockholm: Hæggström. 1884. Libris 11828893
- Hårdt mot hårdt: Berättelse. Stockholm: Bonnier. 1886. Libris 17419073
- Höststormar: berättelse. Stockholm: Bonnier. 1887. Libris 12755374
- Lifsbilder: berättelser. Stockholm: Bonnier. 1888. Libris 8222515
- Familjen Verle: en skildring. Stockholm. 1889. Libris 17062548
- Saulus af Tarsus: en själs historia. Stockholm: Bonniers. 1890. Libris 8203402
- Genom skuggor: en nutidsskildring. Stockholm: Bonnier. 1891. Libris 17062577
- Oförgätliga ord: ett minne. Stockholm. 1891. Libris 13489421
- Strejken på Bergstomta: en skildring ur lifvet. Stockholm: Lundholm. 1892. Libris 8222516
- Helgmålsklockan: skildring från Norrland. Stockholm: Bonnier. 1896. Libris 8233750
- Karin Holm: en berättelse för mödrar. Stockholm: Fost.-stift. 1896. Libris 8222997
- Skepp som förgås i stormen: berättelse (2. uppl.). Stockholm: Bonnier. 1896. Libris 8221533
- Från norrskenets land: sägner och tilldragelser. Stockholm: Bonnier. 1897. Libris 8222760
- Hägringar: berättelser. Stockholm: Schedin. 1898. Libris 18583809
- Hvad Ivar Lyth hörde i fängelset: berättelse (2 uppl.). Stockholm: Schedin. 1898. Libris 8222761
- De osynliga vägarna. Stockholm: Bonnier. 1903—1904. Libris 8228831
- En springande gnista och andra berättelser. Stockholm: Bonnier. 1906. Libris 8222413
- Hvit ljung. Stockholm: Bonnier. 1907. Libris 8222415
- Maj: en familjehistoria: Prisbelönt vid Iduns stora romanpristäfling år 1905. Iduns romanbibliotek, 99-3111059-7; 43. Stockholm: Idun. 1907. Libris 8235335
- En moders dagbok och andra berättelser. Stockholm: Bonnier. 1908. Libris 8222412
- När bladen falla: dikter. Stockholm: KFUK 1909. Libris 1617016